# 陳鏡秋
陳鏡秋，BBS，MH，JP，西九新動力成員，曾任香港深水埗區議會李鄭屋選區議員。廈門市政協，曾擔任廈門市群眾藝術館館長，並兼任「黨委支部書記」，曾於1999年11月28日在深水埗區議會麗閣選區角逐區議會議席，落敗於時為民主黨成員的黃仲棋（後被罷免）。但是香港特區政府於2003年及2007年兩度獲委任為深水埗區議員。後於2011年香港區議會選舉參選，出戰李鄭屋選區，以近千票之差擊敗由街工轉投民協的江貴生當選。2015年香港區議會選舉，陳再次與江貴生對決，結果以211票之差不敵江，連任失敗。
他曾任深水埗居民聯會理事長、九龍社團聯會副理事長、香港青年協進會榮譽顧問、公屋聯會副主席與廈門市政協委員等職。